# Suslănești, Argeș
Suslănești este un sat în comuna Mioarele din județul Argeș, Muntenia, România.

## Așezare
Satul Suslănești este situat în partea nord-estică a județului, pe valea Argeșelului, la o distanță de 12 km față de orașul Câmpulung Muscel. 

## Atracții turistice
- Rezervația naturală „Locul fosilifer Suslănești”, monument al naturii

Punctul fosilifer Suslanesti (Marlauz), sit geotectonic cu importanță paleontologică este constituit din depozite oliogene în care predomină disodilele și menilitele. Au fost identificate 30 de specii de pești fosili, din care 13 forme noi pentru știință.